# Jadwiga Andrzejewska (inżynier)
Jadwiga Zofia Andrzejewska (ur. 10 października 1953 w Wybczu) – polska inżynier, dr hab. nauk rolniczych, profesor zwyczajny Katedry Agronomii Wydziału Rolnictwa i Biotechnologii Uniwersytetu Technologiczno-Przyrodniczego im. Jana i Jędrzeja Śniadeckich w Bydgoszczy.

## Życiorys
W 1990 obroniła pracę doktorską Wsiewki poplonowe seradeli w pszenżyto i żyto ozime uprawiane w monokulturze, 27 października 2003 habilitowała się na podstawie pracy zatytułowanej Agrotechniczne uwarunkowania plonowania i brodawkowania zróżnicowanych odmian grochu siewnego (Pisum sativum L.). 26 czerwca 2014 nadano jej tytuł profesora w zakresie nauk rolniczych. Objęła funkcję profesora nadzwyczajnego w Katedrze Szczegółowej Uprawy Roślin na Wydziale Rolnictwa i Biotechnologii Uniwersytetu Technologiczno-Przyrodniczego im. Jana i Jędrzeja Śniadeckich w Bydgoszczy.
Piastuje stanowisko profesora zwyczajnego w Katedrze Agronomii na Wydziale Rolnictwa i Biotechnologii Uniwersytetu Technologiczno-Przyrodniczego im. Jana i Jędrzeja Śniadeckich w Bydgoszczy oraz członka Komitetu Nauk Agronomicznych na II Wydziale Nauk Biologicznych i Rolniczych Polskiej Akademii Nauk.
Była sekretarzem Komitetu Uprawy Roślin na II Wydziale Nauk Biologicznych i Rolniczych Polskiej Akademii Nauk.